# Piscataquis River
Der Piscataquis River ist ein rechter Nebenfluss des Penobscot River in den Countys Penobscot und Piscataquis des US-Bundesstaats Maine.
Der Piscataquis River entsteht am Zusammenfluss seiner beiden Quellflüsse West Branch und East Branch etwa 20 km südlich des Moosehead Lake und 2 km westlich des Lake Hebron. Er fließt anfangs in südöstlicher Richtung nach Abbot und weiter nach Gulford. Er fließt nun in östlicher Richtung an Sangerville und Dover-Foxcroft vorbei. Südöstlich von Milo mündet der Sebec River und kurz danach der Pleasant River von links in den Fluss. Er mündet schließlich nach etwa 100 km bei Howland in den nach Süden fließenden Penobscot River.
Vom Penobscot River Restoration Trust ist beabsichtigt, das Wasserkraftwerk an der Mündung des Piscataquis River bei Howland stillzulegen und eine Umströmung des zugehörigen Staudamms zu ermöglichen.
Der Name Piscataquis entstammt der Sprache der Abenaki und bedeutet „am Flussarm“.